# Карие
Кариe (на турски: Karye) е термин, в официалните записи в Османската империя и означаващ село. Терминът означава и административна единица. Размерът на нуфузите достига до 20 000, като по-късно пада до 150.